# HMS Argus (I49)
HMS Argus là một tàu sân bay của Hải quân Hoàng gia Anh được đưa ra hoạt động từ năm 1918. Nó là kiểu mẫu đầu tiên trên thế giới về tàu sân bay có một sàn đáp phẳng kéo dài suốt chiều dài của thân tàu, tiêu chuẩn của các tàu sân bay hiện đại cho phép máy bay cánh cố định cất cánh và hạ cánh một cách bình thường. Vào giai đoạn kết thúc của Chiến tranh Thế giới thứ hai, Argus đã trở nên quá nhỏ, củ kỹ và lạc hậu, nên được cho ngừng hoạt động động vào năm 1944. Nó được thủy thủ đoàn đặt cho tên lóng là "Ditty Box" do có hình dạng gần giống đồ đựng vật dụng của thủy thủ.

## Thiết kế và chế tạo
Argus được đặt lườn vào năm 1914 bởi xưởng đóng tàu William Beardmore and Company tại Glasgow như tàu chở hành khách Ý Conte Rosso. Tuy nhiên, do tình hình chiến tranh, nó được Hải quân Hoàng gia Anh mua lại trước khi hạ thủy, và được cải biến thành một tàu sân bay. Argus được chế tạo ngay từ đầu với một sàn đáp phẳng kéo dài suốt chiều dài của thân tàu, cho phép máy bay thông thường có thể cất cánh và hạ cánh. Trước đó, chiếc tàu sân bay HMS Furious được chế tạo với các sàn đáp hạ cánh và cất cánh riêng biệt ở phía sau và phía trước cấu trúc thượng tầng của con tàu.

## Lịch sử hoạt động
Argus được cho hạ thủy vào ngày 2 tháng 12 năm 1917 và được đưa ra hoạt động vào ngày 6 tháng 9 năm 1918, ngay trước khi Chiến tranh Thế giới thứ nhất kết thúc. Do có kích thước nhỏ, với trọng lượng rẽ nước chỉ có khoảng 14.000 tấn và tốc độ tương đối chậm, nó chỉ được sử dụng một cách giới hạn trong các vai trò tác chiến. Thay vào đó, chiếc tàu chiến được sử dụng chủ yếu trong vai trò phát triển các kỹ thuật tác chiến trên tàu sân bay và huấn luyện các phi công trong việc hoạt động trên tàu sân bay ngoài biển khơi. Vào cuối những năm 1920, bị vượt qua bởi những con tàu mới lớn và hiện đại hơn nhiều, nó được rút khỏi các đơn vị tác chiến tiền phương và sử dụng thuần túy như một tàu sân bay huấn luyện.
Vào lúc khởi đầu Chiến tranh Thế giới thứ hai, Argus ban đầu được sử dụng trong vai trò huấn luyện, nhưng sau khi Hải quân Hoàng gia chịu tổn thất đáng kể về tàu sân bay vào những năm 1939-1941; trong đó HMS Courageous, Glorious và Ark Royal bị đánh chìm và chiếc Illustrious bị hư hại nặng; Argus được cho gọi trở lại vào các đơn vị tác chiến. Điều thú vị là với hầm chứa máy bay cao và rộng rãi, Argus là chiếc tàu sân bay Anh duy nhất trong Thế Chiến II có thể cho hoạt động máy bay mà không cần xếp cánh.
Trong những năm 1941 - 1942, một trong những nhiệm vụ đầu tiên của nó là vận chuyển máy bay đến Malta, Gibraltar và Takoradi (trên đường đến Ai Cập). Máy bay được chở đến cách điểm đến trong tầm bay của chúng, rồi được cho cất cánh để bay nốt quãng đường còn lại.
Sau đó Argus được phân về Lực lượng H bố trí tại khu vực Tây Địa Trung Hải, và nó nằm trong lực lượng hộ tống nhằm hỗ trợ trên không cho Chiến dịch Harpoon, đưa một đoàn tàu vận tải chuyên chở hàng tiếp liệu đang rất cần cho đảo Malta. Cũng trong năm 1942, chiếc tàu sân bay tham gia hỗ trợ cho cuộc đổ bộ của Đồng Minh lên Bắc Phi; và sang năm 1943, nó được cho quay về vai trò huấn luyện, trước khi được đưa về lực lượng dự bị vào năm 1944.
Nó bị bán để tháo dỡ vào năm 1946.